# حيد الوحر (القريشية)

تعديل مصدري - تعديل

حيد الوحر هي إحدى قرى عزلة قيفه آل محن يزيد بمديرية القريشية التابعة لمحافظة البيضاء، بلغ تعداد سكانها 217 نسمة حسب تعداد اليمن لعام 2004.